# Carter Lake (Iowa)
Carter Lake ist eine Stadt (mit dem Status „City“) im Pottawattamie County im US-amerikanischen Bundesstaat Iowa. Im Jahr 2010 hatte Carter Lake 3785 Einwohner, deren Zahl sich bis 2014 auf 3766 verringerte. Das U.S. Census Bureau hat bei der Volkszählung 2020 eine Einwohnerzahl von 3.791 ermittelt.
Carter Lake ist Bestandteil der beiderseits des Missouri in den Bundesstaaten Iowa und Nebraska gelegenen Metropolregion Omaha-Council Bluffs.

## Geografie
Carter Lake ist die einzige Stadt Iowas westlich des Missouri. Der Staat Nebraska grenzt von drei Seiten an das Stadtgebiet. Der heute Carter Lake genannte See, ein Altwasser des Missouri, umgibt die Stadt im Nordwesten, Norden und Nordosten.
Die geografischen Koordinaten von Carter Lake sind 41°17′26″ nördlicher Breite und 95°55′05″ westlicher Länge. Das Stadtgebiet erstreckt sich über eine Fläche von 5,23 km² und ist Bestandteil der Kane Township.
Das Stadtzentrum von Omaha, der größten Stadt Nebraskas, befindet sich 11 km südwestlich von Carter Lake. Die Stadt Council Bluffs liegt 11 km südöstlich.

## Verkehr

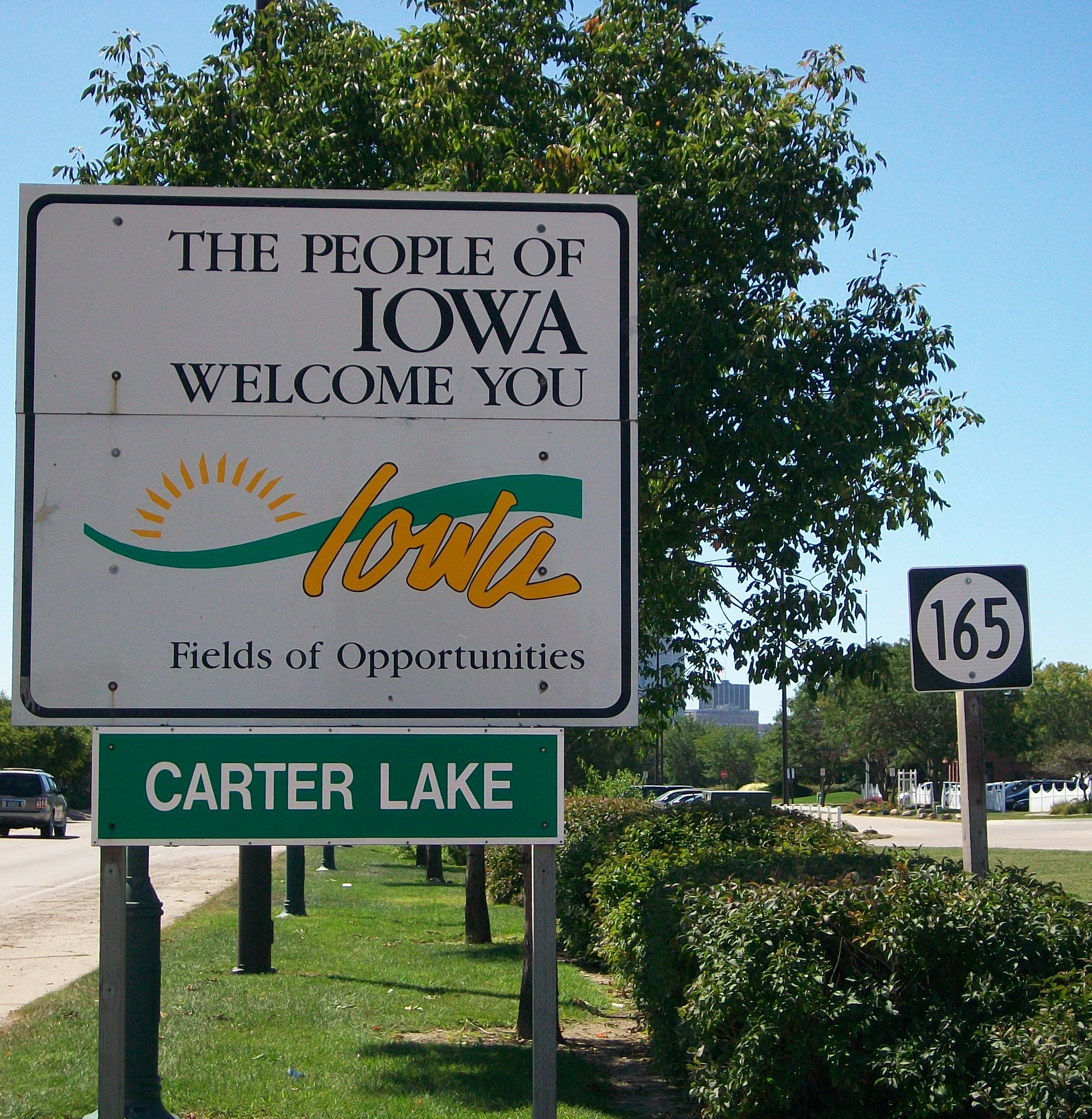
Der Iowa Highway 165

Der Iowa State Highway 165 verläuft als Abbott Drive durch den Süden des Stadtgebiets von Carter Lake. Alle weiteren Straßen sind innerörtliche Verbindungsstraßen.
Das Eppley Airfield, der Flughafen von Omaha, grenzt östlich an das Stadtgebiet von Carter Lake.

## Geschichte
Das heutige Stadtgebiet wurde 1853 von Weißen besiedelt. Im Jahr 1877 änderte sich bei einem Hochwasser der Lauf des Missouri. Der im früheren Flussbett entstandene Altarm wurde Lake Nakoma genannt.
1892 entschied der Oberste Gerichtshof der Vereinigten Staaten in einem Rechtsstreit zwischen den Staaten Iowa und Nebraska, dass das durch das Hochwasser nun westlich des Flusses gelegene Gebiet weiterhin zu Iowa gehört.
1908 wurde der See nach einem früheren Landbesitzer in Carter Lake umbenannt. Von 1892 bis 1912 bestand das Resort Courtland Beach am Ufer des Sees als Naherholungsgebiet für wohlhabende Bürger des benachbarten Omaha.
Im Jahr 1930 wurde Carter Lake als selbstständige Kommune inkorporiert.

## Bevölkerung
Nach der Volkszählung im Jahr 2010 lebten in Carter Lake 3785 Menschen in 1388 Haushalten. Die Bevölkerungsdichte betrug 723,7 Einwohner pro Quadratkilometer. In den 1388 Haushalten lebten statistisch je 2,73 Personen.
Ethnisch betrachtet setzte sich die Bevölkerung zusammen aus 90,3 Prozent Weißen, 1,0 Prozent Afroamerikanern, 0,8 Prozent amerikanischen Ureinwohnern, 0,5 Prozent Asiaten sowie 5,8 Prozent aus anderen ethnischen Gruppen; 1,6 Prozent stammten von zwei oder mehr Ethnien ab. Unabhängig von der ethnischen Zugehörigkeit waren 11,5 Prozent der Bevölkerung spanischer oder lateinamerikanischer Abstammung.
28,3 Prozent der Bevölkerung waren unter 18 Jahre alt, 58,9 Prozent waren zwischen 18 und 64 und 12,8 Prozent waren 65 Jahre oder älter. 50,6 Prozent der Bevölkerung waren weiblich.
Im Jahr 2013 lag das mittlere jährliche Einkommen eines Haushalts bei 45.379 USD. Das Pro-Kopf-Einkommen betrug 22.661 USD. 16,7 Prozent der Einwohner lebten unterhalb der Armutsgrenze.